# Belinda Wilkes
Belinda J. Wilkes es una Astrofísica sénior en el Observatorio Astrofísico Smithsoniano (SAO) en Cambridge, Massachusetts, EE. UU., y es la actual Directora del Centro Chandra de Rayos X.
Nació en Staffordshire, Inglaterra y creció en Albrighton, Shropshire. Asistió al Wolverhampton Girls' High School antes de estudiar física y astronomía en la Universidad de Saint Andrews, Escocia, seguido de un Doctorado en Astronomía por la  Universidad de Cambridge, Inglaterra. En 1982, se trasladó al Observatorio Steward de la Universidad de Arizona como socia posdoctoral de la OTAN, y en 1984 a la División de Astrofísica de Alta Energía del Observatorio Astrofísico Smithsoniano.
Su investigación se relaciona con estudios de múltiples longitudes de onda de cuásares: galaxias que contienen agujeros negros supermasivos en sus centros y las fuentes más luminosas del Universo.